# Ola Lundberg (skådespelare)
Ola Lundberg ursprungligen Lars-Ola Lundberg, född 12 februari 1942 i Katarina församling i Stockholm, död 1 maj 2023 i Runtuna i Nyköpings kommun, var en svensk ingenjör och röstskådespelare, känd från Anita och Televinken.

## Biografi
Ola Lundberg var son till bankkamrer Evert Lundberg och Elsie Rosenqvist. Han avlade ingenjörsexamen på 1960-talet.
Lundberg var drifttekniker samt TOM (Technical Operations Manager, teknisk ledare) vid Sveriges Television. Han gjorde entré i rutan som Anita Lindmans bisittare 1964. Det var han som gjorde den busiga marionettdockan Televinkens röst och rörelser. Det var också han som konstruerade dockan med 13 trådar efter en svåranvänd förlaga som Anita Lindman köpt i London. Lundbergs mor målade dockansiktet med det ständiga leendet samt sydde kläderna till dockan. Duon började i TV, där de hade egna program och fortsatte sedan i radion. Det blev också böcker och skivinspelningar. Produktionerna var ofta pedagogiska, som till exempel Televinkens trafikskola som de gjorde i samarbete med NTF. De samarbetade också med Thomas Funck och hans figur Grodan Boll. Vidare gjorde de en film inför omläggningen till högertrafik 1967, som även exporterades i dubbad version till Island inför deras övergång till högertrafik.
Åren 1968–1987 var han gift med småskolläraren Kerstin Moberg (född 1945) och från 1989 med Lisbeth Eriksson (född 1954). Han har två barn.

## Diskografi i urval
- 1966 – Televinken – en bakskiva
- 1966 – Televinken åker tåg
- 1967 – Televinken och den lilla grisen
- 1968 – Televinken på tivoli
- 1969 – Televinken får en idé
- 1970 – Televinken och Anita på Skansen
- 1972 – Veckans tisdag, Thomas Funck, Anita Lindman, Ola Lundberg, Irène Winqvist
- 1972 – Televinkens rymdfärd
- 1973 – Tjong i baljan!, Anita Lindman, Ola Lundberg, Thomas Funck
- 1974 – Anita & Televinkens trafikskiva
- 1984 – Anita och Televinken befriar draken